# 6597 Kreil
6597 Kreil eller 1988 AF1 är en asteroid i huvudbältet som upptäcktes den 9 januari 1988 av den tjeckiske astronomen Antonín Mrkos vid Kleť-observatoriet i Tjeckien. Den är uppkallad efter den österrikiske astronomen Karl Kreil.